# Amerikanskt snöfår
Amerikanskt snöfår eller vitt snöfår (Ovis dalli) är en art i släktet får som förekommer i nordvästra Nordamerika. Det vetenskapliga namnet dalli syftar på den amerikanska naturforskaren William Healey Dall.

## Kännetecken
Djuret når en kroppslängd mellan 1,3 och 1,8 meter och därtill kommer en 7 till 11 centimeter lång svans. Med en vikt mellan 70 och 110 kilogram är hannar tydligt större än honor som bara väger omkring 50 kilogram. Pälsens färg varierar beroende på underart. Pälsen hos O. d. dalli är vanligen helt vit men det finns individer med svart svans eller gråa fläckar på kroppen. Underarten O. d. stonei har däremot en gråbrun päls, buken och baksidan av de bakre extremiteterna är svart. Under vintern blir pälsen tät och tjock.
Horn finns hos bägge kön men dessa är smalare än hos tjockhornsfåret. Honornas horn har vanligen bara en liten krökning bakåt, medan hannarnas horn är böjd i en cirkel.

## Utbredning och habitat
Amerikanskt snöfår lever i Alaska och västra Kanada. I Alaska förekommer fåret i delstatens norra, östra och sydöstra delar. I Kanada finns djuret i territoriet Yukon, i västra Northwest Territories samt i norra British Columbia. Den mörka underarten O. d. stonei lever i södra Yukon samt norra British Columbia och O. d. dalli i alla övriga regioner.
Habitatet utgörs främst av klippiga bergsregioner. Vanligtvis vandrar djuret under vintern till lägre områden.

## Levnadssätt
Honor lever tillsammans med sina ungar i flockar. De är vanligen mindre aggressiva och strider uppstår bara vid meningsskillnader angående födo- och viloplatser. Även hannarna lever i grupper som utanför parningstiden är skilda från honorna. I dessa grupper finns en hierarki som främst är bestämd efter hornens storlek. Har två hannar ungefär lika stora horn fastställs dominansen med hjälp av strider. Under striden springer de med sänkt huvud från 10 till 12 meters avstånd mot varandra innan de slår ihop. Sår uppstår sällan på grund av deras tjocka skalle.
Som växtätare har de under sommaren gräs och örter som föda. Under vintern äter de även lav och mossa.

## Fortplantning
Under parningstiden förenas hannarnas och honornas grupper. Alfahannar har oftast förmånsrätt men ibland uppstår nya strider som är intensivare. Efter dräktigheten som varar i cirka 6 månader föder honan vanligen en unge. Redan efter två veckor börjar ungen med fast föda och efter tre till fem månader sluter honan att ge di. Honor blir könsmogna efter 2,5 år och föder för första gången vid 3 till 4 års ålder. Hannar har möjlighet att para sig först efter 5 till 7 år på grund av deras sociala beteende.

## Hot
Många ungar dör på grund av svåra väderförhållanden eller brist på föda. Dessutom kan de störta från bergen eller bli offer för en lavin. Till artens naturliga fiender räknas vargar, grizzlybjörnar, svartbjörnar, kanadensiska lodjur, järvar, prärievargar och kungsörnar.
Vitt snöfår jagas sedan länge av indianerna för köttets skull och i viss mån sker denna jakt även idag. Hannar faller dessutom offer för jakt för hornens skull från Amerikas nybyggare. Trots allt räknas djuret av IUCN inte till de hotade arterna.

## Systematik
Amerikanskt snöfår är en av fem arter i släktet får (Ovis). Dess närmaste släktingar är tjockhornsfåret och sibiriskt snöfår (Ovis nivicola).
Som nämnt skiljs mellan två underarter. Tidigare räknades populationen på halvön Kenai som egen underart, O. d. kenaiensis, men den inkluderas numera i O. d. dalli.